# Seregno Foot-Ball Club 1975-1976
Questa voce raccoglie le informazioni riguardanti il Seregno Foot-Ball Club nelle competizioni ufficiali della stagione 1975-1976.

## Rosa
| N. |                   | Ruolo | Calciatore        |
| -- | ----------------- | ----- | ----------------- |
|    | Italia (bandiera) | C     | Pierangelo Agosti |
|    | Italia (bandiera) | A     | Walter Arienti    |
|    | Italia (bandiera) | P     | Nello Banfi       |
|    | Italia (bandiera) | D     | Giuseppe Beretta  |
|    | Italia (bandiera) | D     | Fabiano Brambilla |
|    | Italia (bandiera) | C     | Giorgio Campagna  |
|    | Italia (bandiera) | A     | Virginio Canzi    |
|    | Italia (bandiera) | D     | Roberto Colzani   |
|    | Italia (bandiera) |       | Corsini           |
|    | Italia (bandiera) | D     | Roberto Dorini    |
|    | Italia (bandiera) | C     | Vittore Erba      |
|    | Italia (bandiera) | D     | Alvaro Facoetti   |

| N. |                   | Ruolo | Calciatore        |
| -- | ----------------- | ----- | ----------------- |
|    | Italia (bandiera) | C     | Piero Fagnani     |
|    | Italia (bandiera) | A     | Osvaldo Moralli   |
|    | Italia (bandiera) | C     | Renzo Nedalini    |
|    | Italia (bandiera) | C     | Pietro Noris      |
|    | Italia (bandiera) | A     | Emilio Rossi      |
|    | Italia (bandiera) | C     | Reno Saibene      |
|    | Italia (bandiera) | C     | Luciano Sola      |
|    | Italia (bandiera) | C     | Leopoldo Solbiati |
|    | Italia (bandiera) | P     | Carlo Spreafico   |
|    | Italia (bandiera) | A     | Augusto Vanazzi   |
|    | Italia (bandiera) | D     | Rodolfo Ventura   |
|    | Italia (bandiera) | C     | Ennio Vianello    |